# 3DMLW
3DMLW（"3D Markup Language for Web" の略）は、World Wide Web 上で3次元 (3D) および2次元 (2D) の対話型Webコンテンツを表すXMLベースのファイルフォーマットである。3DMLWエンジンはオープンソースであり、GPLでライセンスされている。
3DMLWを表示するには、3DMLWプラグインをインストールしておく必要があり、レンダリングにはOpenGLを使う。3DMLWプラグインは 3D Technologies R&D が主要なウェブブラウザ向けに開発している（Internet Explorer、Mozilla Firefox、Operaなど）。

## フォーマット
3DMLWは、XML 1.0 に基づいたテキストファイルフォーマットである。3DMLWでは2Dと3Dのコンテンツは分離されているが、重ねて表示することもできる。3次元モデルのフォーマットとしては、.3ds、.obj、.an8、.blend というファイルフォーマットが使える。
3DMLWファイルの拡張子は .3dmlw である（例えば、car.3dmlw）。3dmlwファイルはHTMLのように相互にリンクできる。
以下に3DMLWファイルの例を示す。
```
<?xml version='1.0' standalone='no'?>

<document>

  
<content2d>

    
<area
 
width=
'200'
 
height=
'100'
 
color=
'#C0C0C0FF'
 
texture=
'flower.png'
 
/>

  
</content2d>

  
<content3d
 
id=
'content'
 
camera=
'{#cam}'
>

    
<camera
 
id=
'cam'
 
class=
'cam_rotation'
 
y=
'10'
 
z=
'40'
 
viewy=
'10'
/>

    
<box
 
name=
'ground'
 
width=
'100'
 
height=
'2'
 
depth=
'100'
 
color=
'green'
 
class=
'ground'
 
/>

    
<box
 
name=
'dynamic'
 
y=
'20'
 
width=
'10'
 
height=
'10'
 
depth=
'10'
 
color=
'blue'
 
/>

  
</content3d>

</document>

```

## 3DMLW プラグイン
3DMLWを表示するためには、ウェブブラウザ用3DMLWプラグインまたは3DMLW用スタンドアロンブラウザが必要である。3DMLWレンダリングエンジンはデファクトスタンダードのOpenGLを使用する。3DMLWを開発している 3D Technologies R&D は、DirectXなど他の3Dレンダリングシステムのサポートを近い将来行うことを発表しており、将来的には3次元液晶ディスプレイなどにも対応するとしている。今のところ3DMLWプラグインを利用可能なウェブブラウザは、Internet Explorer、Mozilla Firefox、Opera、Google Chromeである。

## 3DMLW エディタ
3DMLWエディタ Quantum Hog は、.3dmlw 文書の作成と編集ができるプログラムである。今のところベータ版だが、スケルタルアニメーション、パーティクルシステム、Blenderファイルサポートなどの機能を試験的にサポートしている。

## 関連規格
- web3D
- COLLADA
- U3D
- X3D
- VRML